# 瓦莱-迪瓦尔古
瓦莱-迪瓦尔古是葡萄牙贝雅区的一个堂区。总面积57.92平方公里，总人口1073人，人口密度18.5人/平方公里。